# Guineaturako
Der Guineaturako (Tauraco persa), auch als Grünhelmturako, Seidenhollenturako oder als Haarschopfturako bezeichnet, ist eine Vogelart aus der Gattung der Helmturakos (Tauraco) und gehört zu der Familie der Turakos (Musophagidae).
Das Artepitheton bezieht sich auf die Nymphe Perse, Tochter des Okeanos.

## Vorkommen

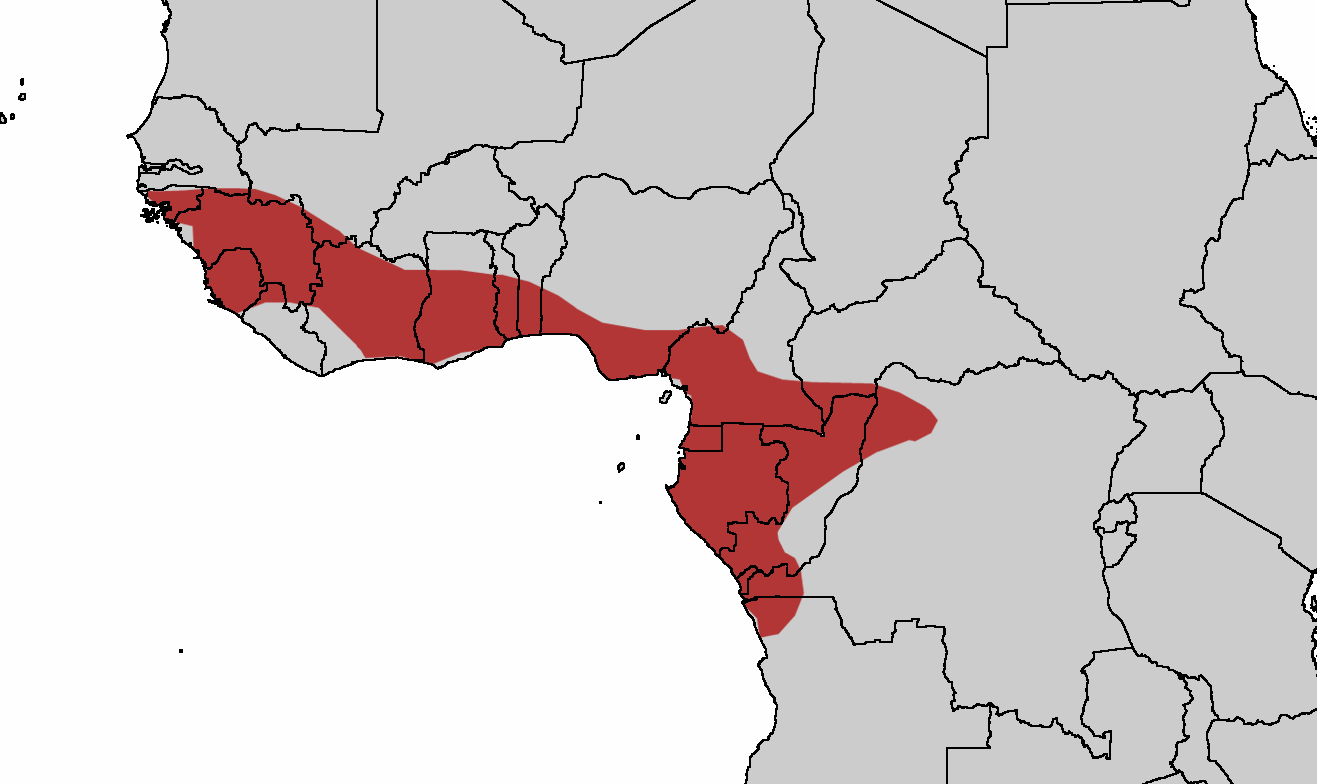
Verbreitung des Guineaturakos

Der Guineaturako ist in Subsahara-Afrika weitverbreitet und kommt von Senegambia bis Liberia vor.
Der Lebensraum umfasst Tiefland- und Galeriewald, bevorzugt älteren Sekundärwald in Wassernähe vom Meeresspiegel bis 1100 m, in Kamerun im Bamenda-Hochland bis 1385 m Höhe.
Die Art ist ein Standvogel.

## Beschreibung
Der Guineaturako ist 40–43 cm groß und wiegt zwischen 225 und 290 g. Kopf, aufrichtbare Haube, Brust und Mantel sind grasgrün, Rumpf und Schwanz sind matt schwärzlich mit metallisch glänzendem Violett und Purpur. Unterseite und Unterschwanzdecken sind matt schwarz, die Steuerfedern sind hell karminrot mit schwarzen Rändern und Spitzen. Ein weißer Zügelfleck geht in einen schmalen schwarzen Unteraugenstreif über, der mitunter eine dünne weiße Begrenzung zeigt. Die Augen sind braun mit breitem scharlachrotem Augenring. Der Schnabel ist bräunlich rot mit einer schwarzen Spitze, Beine und Füße sind schwärzlich. Die Geschlechter unterscheiden sich nicht. Jungvögel weisen deutlichere schwarze Spitzen auf den Handschwingen auf. Die Unterarten unterscheiden sich hauptsächlich in der Kopfzeichnung.

## Geografische Variation
Es werden folgende Unterarten anerkannt:
- T. p. buffoni (Vieillot, 1819), – Senegambia bis Liberia
- T. p. persa (Linnaeus, 1758), Nominatform, – Elfenbeinküste und Ghana bis Westkamerun
- T. p. zenkeri Reichenow, 1896, – Südkamerun, Westen der Demokratischen Republik Kongo, Äquatorialguinea, Gabun und Nordangola

## Stimme
Der Ruf wird als Folge von 10–16 Krächzlauten beschrieben, anfangs leiser und weniger rau, dann lauter werden. Der Alarmruf ist ein „rreh...rreh..“.

## Lebensweise
Die Art ernährt sich von einer Vielzahl an wilden oder angebauten Früchten, auch von Blüten und Knospen.
Die Brutzeit liegt zwischen Mai und Juni sowie im August in Kamerun, zwischen Dezember und Februar und Juni und September in Gabun. Das Nest wird aus Ästen und Zweigen in 1 bis 5 m Höhe im dichtesten Teil eines einzelnen Baumes oder Busches gebaut. Das Gelege besteht aus 2 cremeweißen Eiern, die von beiden Altvögeln über 21–23 Tage ausgebrütet werden. Die Küken bleiben weitere 26–28 Tage im Nest und werden die nächsten 14–15 Wochen von den Eltern versorgt.

## Gefährdungssituation
Die Art gilt als nicht gefährdet (Least Concern).